# Championnat du monde féminin d'échecs 2013

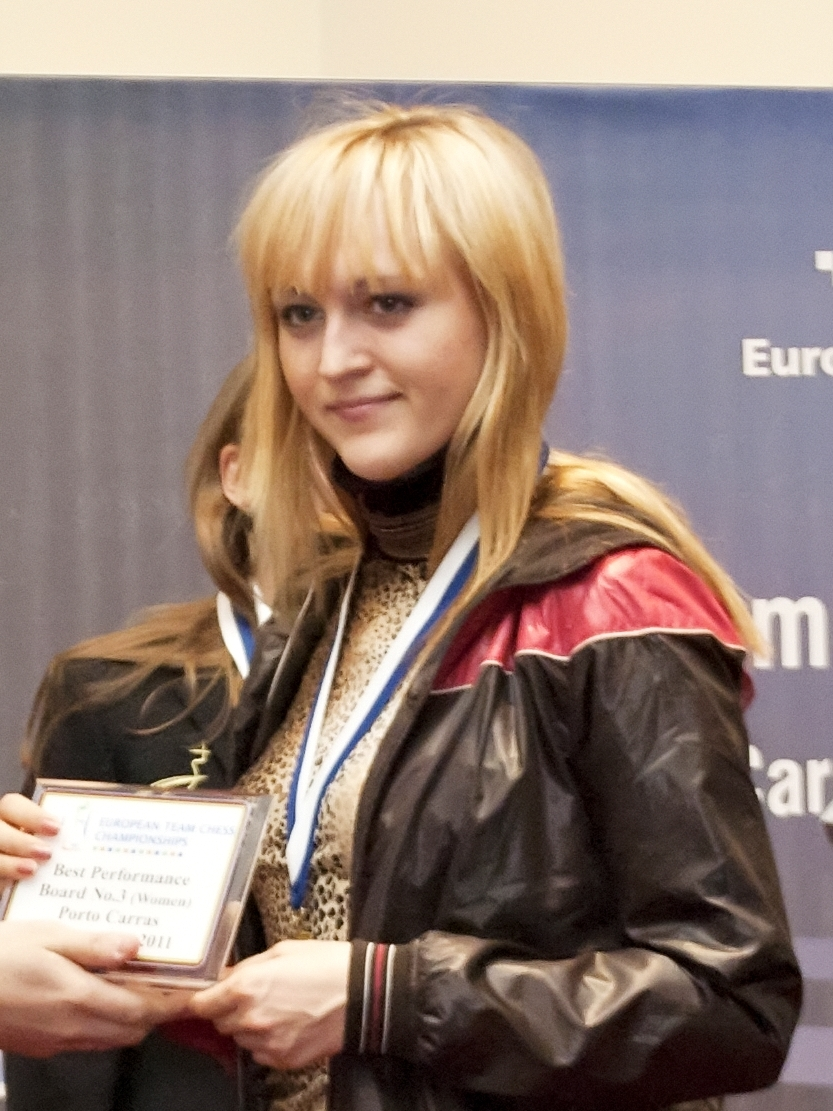
Photographie de Anna Ushenina ,2011

Le championnat du monde d'échecs féminin 2013 s'est déroulé sous la forme d'une rencontre d'échecs pour le championnat. Le match s'est déroulé en dix parties du 10 au 27 septembre 2013 à Taizhou dans la province du Jiangsu en Chine.
Le match opposait la championne en titre, Anna Ushenina, vainqueur du championnat du monde féminin d'échecs 2012, à la challenger Hou Yifan, ancienne championne et vainqueur du Grand Prix féminin de la FIDE 2011-2012.
Après sept des dix parties, Hou Yifan a remporté le match 5,5 à 1,5 pour reprendre le titre.

## Bilan des confrontations précédentes
Avant le match, en date du 23 mai 2013, Anna Ushenina et Hou Yifan ont joué 8 parties l'un contre l'autre au contrôle du temps classique avec les statistiques suivantes:
|                                          | Victoire d' Anna Ushenina | Nulle | Victoire d'Hou Yifan | Total |
| ---------------------------------------- | ------------------------- | ----- | -------------------- | ----- |
| Anna Ushenina (Blanc) – Hou Yifan (Noir) | 0                         | 0     | 1                    | 1     |
| Hou Yifan (Blanc) – Anna Ushenina (Noir) | 2                         | 3     | 2                    | 7     |
| Total                                    | 2                         | 3     | 3                    | 8     |

## Format
Le match se joue en dix parties classiques au maximum à l'hôtel Taizhou, ou moins si un joueur atteint 5,5 points avant. Le contrôle du temps est de 90 minutes pour les 40 premiers coups, puis de 30 minutes pour le reste de la partie, avec un incrément de 30 secondes par coup à partir du premier coup. En cas d'égalité, il y aura un nouveau tirage au sort des couleurs, puis quatre parties rapides de 25 minutes pour chaque joueur, avec un incrément de dix secondes après chaque coup. Si les scores sont égaux après les quatre parties rapides, après un nouveau tirage au sort des couleurs, un match de deux parties sera joué avec un contrôle du temps de cinq minutes plus une augmentation de trois secondes après chaque coup. En cas d'égalité, un autre match de deux parties sera disputé pour déterminer un vainqueur. S'il n'y a toujours pas de gagnant après cinq de ces matchs (c'est-à-dire après dix parties), une partie en mort subite sera joué. La dotation est de 200 000 euros, dont 60 % pour le vainqueur et 40 % pour le perdant si le match se décide en dix parties ou 55 % et 45 % si le match se décide par tie-break,.

## Match
Le tirage au sort des couleurs a eu lieu le jour de la cérémonie d'ouverture, le 10 septembre. Les deux premiers matchs ont été joués les 11 et 12 septembre. Après chaque deux matchs, il y a un jour de repos. Ushenina a tiré les couleurs blanches et a joué la première partie avec les blancs. Un changement de couleurs a eu lieu après la quatrième partie. Hou Yifan a dominé le match, remportant quatre parties, faisant trois matchs nuls et n'en perdant aucune, et a ainsi regagné le titre de champion qu'elle avait perdu l'année précédente.
|                     | Elo  | 1 | 2 | 3 | 4 | 5 | 6 | 7 | Points |
| ------------------- | ---- | - | - | - | - | - | - | - | ------ |
| Anna Ushenina (UKR) | 2500 | 0 | ½ | 0 | ½ | ½ | 0 | 0 | 1.5    |
| Hou Yifan (CHN)     | 2609 | 1 | ½ | 1 | ½ | ½ | 1 | 1 | 5.5    |